# Anne Steinwart
Anne Steinwart (* 12. April 1945 in Steinheim) ist eine deutsche Schriftstellerin.

## Leben
Anne Steinwart wurde 1945 in Westfalen geboren, wo sie noch heute mit ihrem Mann lebt. Sie ist ausgebildete Rechtsanwalts- und Notariatsgehilfin und seit 1988 als freie Autorin tätig. Ihre Gedichte sind regelmäßig in der Brigitte erschienen. Daraus entstand der erste Gedichtband Wer hat schon Flügel, dem zwei weitere folgten.

## Werke (Auswahl)
- Wer hat schon Flügel. Gedichte. München 1984.
- Sternenhimmel Fliegendreck. Hamburg 1989.
- Leselöwen-Überraschungsgeschichten. Bindlach 1990.
- Selbst Nachtigallen soll es noch geben. Gedichte. München 1991.
- Gegen alle Entfernungen. Neue Gedichte. München 1993.
- Kleine Mutmachgeschichten. Ars-Ed., München 2003, ISBN 3-7607-3941-5.
- Umarme das Leben. Ermutigungen für heute und morgen. Verl. am Eschbach, Eschbach 2008, ISBN 978-3-88671-778-1.
- Tatz und Tiger – allerbeste Freunde. Ellermann, Hamburg 2010, ISBN 978-3-7707-4235-6.
- Hotte, Unzelfunzel und der neue Freund. Hase und Igel, Garching 2016, ISBN 978-3-86760-184-9.